# Clematis cirrhosa
Chamaerops cirrhosa — вид квіткових рослин родини жовтецеві (Ranunculaceae). лат. cirrhosa — означає кучерявий з завитками.

## Опис
Вічнозелений кущ із вусиками, чіпка рослина, до 4 м і більше у висоту. Листи об'єднаних в пучки. Квіти, дзвонові й підвісні, поодинокі або в групах по 2 або 3, пахнуть медом, великі, на довгій ніжці, жовтувато-білі, волохаті, іноді всіяні червоним. Цвіте взимку і навесні (лютий-березень). Плоди сім'янки.

## Поширення
Він поширюється по всьому Середземномор'ю. Країни проживання: Алжир [пн.]; Лівія [пн.]; Марокко; Туніс; Кіпр; Ізраїль; Ліван; Сирія [зх.]; Туреччина; Греція [вкл. Крит]; Італія [вкл. Сардинія, Сицилія]; Франція (Корсика); Португалія [пд.]; Іспанія [пд., Балеарські острови], Гібралтар. Мешкає в макі, на глинистих або суглинних ґрунтах.

## Галерея

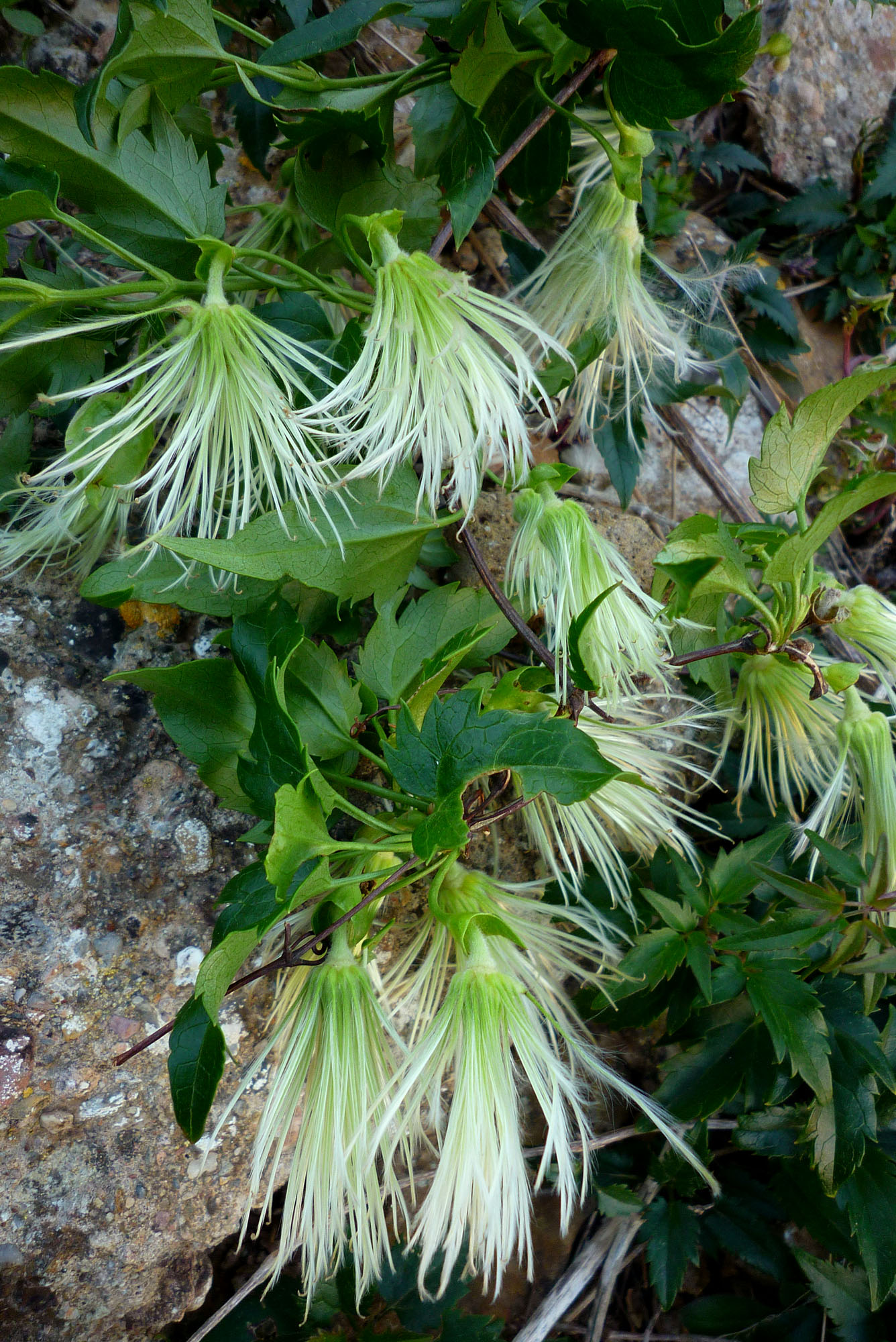
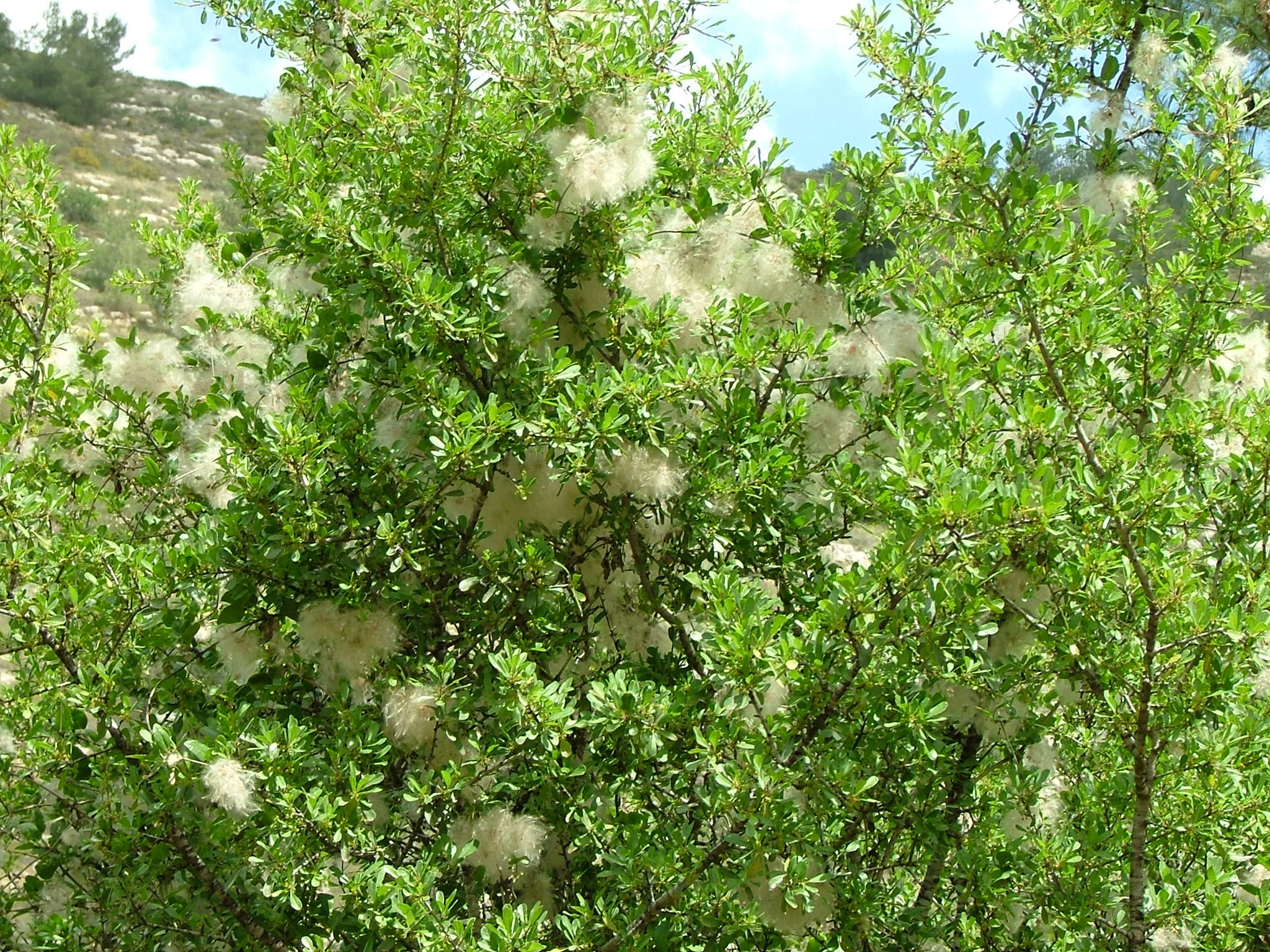
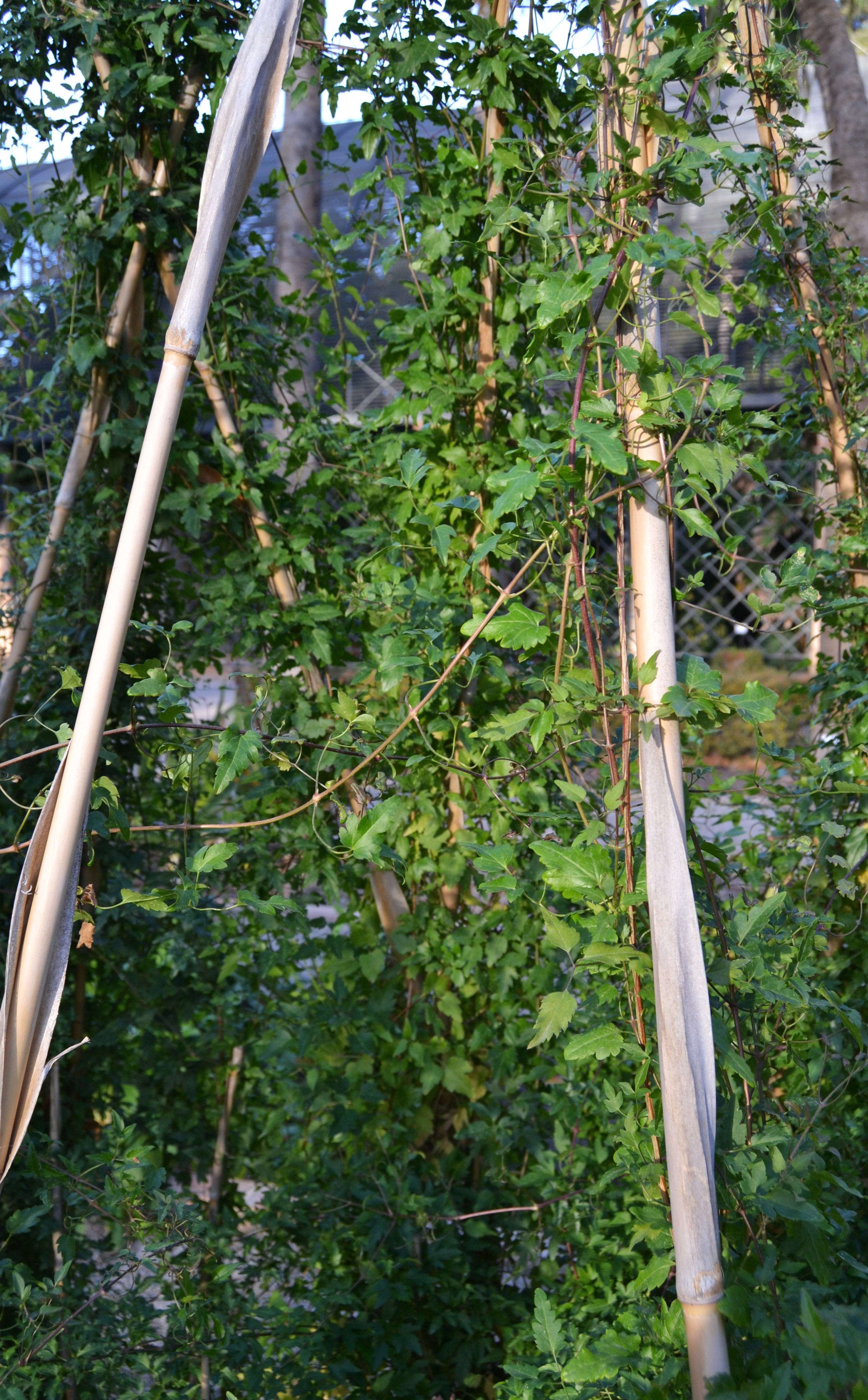
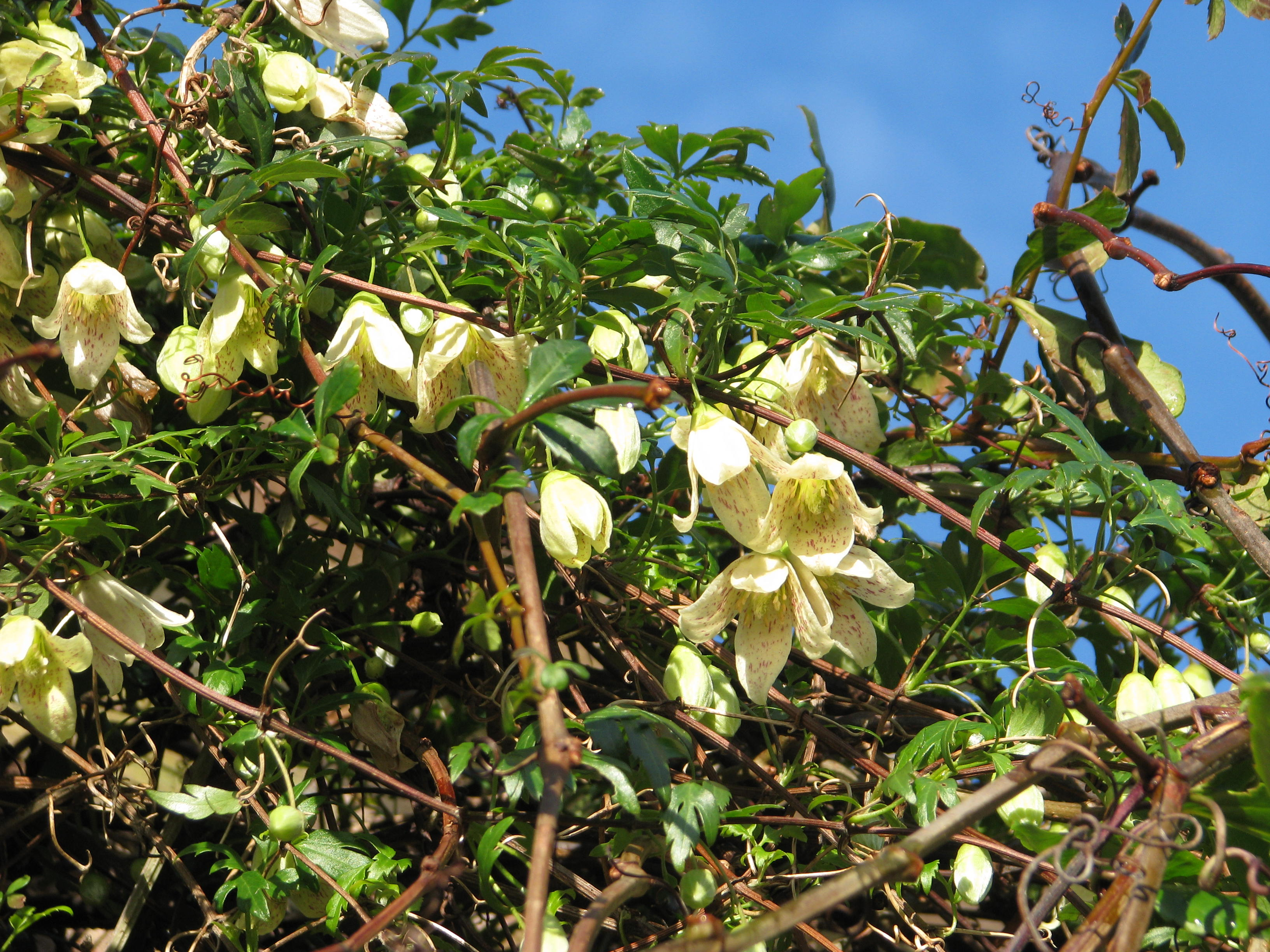